# 天鸽座ν
天鸽座ν，又名CD-27 2389，HD 37430、SAO 170601、HR 1926，是天鸽座的一颗恒星，视星等为6.16，位于銀經231.89，銀緯-27.6，其B1900.0坐标为赤經5h 33m 19.4s，赤緯-27° -27.6′ 47″。